# Junior Núñez
Junior Núñez (Barranca, Provincia de Barranca, Perú, 28 de julio de 1989) es un futbolista peruano. Juega de volante central o lateral derecho y su actual equipo es Defensor Laure Sur que participa en la Copa Perú. Tiene 35 años. 

## Trayectoria
En sus inicios en la Academia Cantolao, jugó como volante de avanzada, pero luego en las divisiones inferiores del Sport Boys se afianzó como volante central. Fue promovido al primer equipo en el año 2008, por el profesor Jacinto Rodríguez. Debutó en la ciudad de Huancayo enfrentando al Atlético Minero por la primera fecha del Torneo Apertura 2008. En enero de 2009 fue transferido a Universitario de Deportes, pero al no tener oportunidades de jugar fue prestado al Sport Boys donde logró el título de la Segunda División del Perú.

## Clubes
| Club                      | País | Año         |
| ------------------------- | ---- | ----------- |
| Sport Boys                | Perú | 2008        |
| Universitario de Deportes | Perú | 2009        |
| Sport Boys                | Perú | 2009 - 2010 |
| Deportivo Coopsol         | Perú | 2011        |
| Cienciano                 | Perú | 2012 - 2013 |
| Alfonso Ugarte            | Perú | 2014        |
| UTC de Cajamarca          | Perú | 2015        |
| Sport Loreto              | Perú | 2016        |
| Alfredo Salinas           | Perú | 2017        |
| Sport Loreto              | Perú | 2017 - 2018 |
| Municipal de Aguaytía     | Perú | 2019        |
| Defensor Laure Sur        | Perú | 2022 -      |

## Palmarés

### Campeonatos nacionales
| Título                    | Club       | País | Año  |
| ------------------------- | ---------- | ---- | ---- |
| Segunda División del Perú | Sport Boys | Perú | 2009 |